# Paul Brady
Paul Joseph Brady (Strabane, Condado de Tyrone, Irlanda del Norte, 19 de mayo de 1947), más conocido como Paul Brady, es un cantante, compositor y músico norirlandés, con gran dominio de instrumentos como la guitarra.

## Discografía
- Welcome Here Kind Stranger (1978)
- Hard Station (1981)
- True for You (1983)
- Back to the Centre (1985)
- Full Moon (1986)
- Primitive Dance (1987)
- Trick or Treat (1991)
- Songs & Crazy Dreams (1992)
- Spirits Collidin' (1995)
- Nobody Knows: The Best of Paul Brady (Compilation) (1999)
- Oh What a World (2000)
- Welcome Here Kind Stranger|The Liberty Tapes (2002) [Re-issue de Welcome Here Kind Stranger]
- Say What You Feel (2005)